# Euroligue de basket-ball 2004-2005
Navigation
Édition précédente Édition suivante
L’Euroligue 2004-2005 est la 48e édition de l’Euroligue masculine, compétition qui rassemble les meilleurs clubs de basket-ball du continent européen.

## Principe
L’édition 2004-2005 met aux prises 24 équipes. Lors du premier tour, ces vingt-quatre équipes furent réparties en trois groupes de huit. Les cinq premiers de chaque groupe ainsi que le meilleur sixième se qualifièrent pour le Top 16.

## Équipes participantes et groupes
| Groupe A KK Partizan Belgrade Climanio Bologne Efes Pilsen Istanbul Olympiakos Le Pirée Estudiantes Madrid Real Madrid Prokom Trefl Sopot Cibona Zagreb | Groupe B AEK Athènes FC Barcelone Žalgiris Kaunas Olimpija Ljubljana Scavolini Pesaro Montepaschi Sienne Maccabi Tel-Aviv ASVEL Villeurbanne | Groupe C Panathinaïkos Athènes Francfort Skyliners Ülker Istanbul Unicaja Malaga CSKA Moscou Pau-Orthez Benetton Trévise Tau Vitoria |

## Déroulement

### 1ertour

#### Groupe A
| Rang | Équipe              | Pts | J  | G  | P  | Pp   | Pc   | Diff |  | Résultats (dom.\ext.) |       |        |       | M     |       | E     |       |        |
| ---- | ------------------- | --- | -- | -- | -- | ---- | ---- | ---- |  | --------------------- | ----- | ------ | ----- | ----- | ----- | ----- | ----- | ------ |
| 1    | Climamio Bologne    | 25  | 14 | 12 | 2  | 1199 | 1103 | 96   |  | Climamio Bologne      |       | 92-71  | 99-88 | 77-70 | 71-63 | 84-78 | 94-77 | 103-91 |
| 2    | Efes Pilsen         | 25  | 14 | 12 | 2  | 1080 | 934  | 146  |  | Efes Pilsen           | 79-73 |        | 72-70 | 74-70 | 78-65 | 81-72 | 80-54 | 78-63  |
| 3    | Cibona Zagreb       | 22  | 14 | 8  | 6  | 1119 | 1072 | 47   |  | Cibona Zagreb         | 89-96 | 82-72  |       | 73-58 | 88-57 | 85-78 | 60-64 | 85-76  |
| 4    | Real Madrid         | 21  | 14 | 7  | 7  | 1056 | 1020 | 36   |  | Real Madrid           | 79-81 | 57-72  | 69-70 |       | 76-66 | 91-66 | 76-62 | 82-66  |
| 5    | Prokom Trefl Sopot  | 21  | 14 | 7  | 7  | 981  | 1028 | -47  |  | Prokom Trefl Sopot    | 78-68 | 67-73  | 83-78 | 61-69 |       | 78-74 | 77-71 | 76-68  |
| 6    | Estudiantes Madrid  | 18  | 14 | 4  | 10 | 1074 | 1109 | -35  |  | Estudiantes Madrid    | 84-97 | 61-66  | 81-87 | 90-84 | 75-67 |       | 87-57 | 71-59  |
| 7    | Olympiakos Le Pirée | 18  | 14 | 4  | 10 | 1017 | 1144 | -127 |  | Olympiakos Le Pirée   | 71-76 | 59-110 | 89-83 | 75-83 | 75-77 | 90-80 |       | 100-74 |
| 8    | Partizan Belgrade   | 16  | 14 | 2  | 12 | 1030 | 1146 | -116 |  | Partizan Belgrade     | 85-89 | 49-74  | 78-81 | 87-92 | 64-66 | 83-77 | 87-73 |        |

#### Groupe B
| Rang | Équipe             | Pts | J  | G  | P  | Pp   | Pc   | Diff |  | Résultats (dom.\ext.) |         |       |         |       | S     | P      |       |       |
| ---- | ------------------ | --- | -- | -- | -- | ---- | ---- | ---- |  | --------------------- | ------- | ----- | ------- | ----- | ----- | ------ | ----- | ----- |
| 1    | Maccabi Tel-Aviv   | 24  | 14 | 10 | 4  | 1324 | 1189 | 135  |  | Maccabi Tel-Aviv      |         | 84-59 | 102-104 | 93-92 | 93-88 | 123-73 | 95-82 | 89-69 |
| 2    | FC Barcelone       | 23  | 14 | 9  | 5  | 1071 | 1045 | 26   |  | FC Barcelone          | 81-79   |       | 98-102  | 69-57 | 58-70 | 77-70  | 79-69 | 73-59 |
| 3    | Žalgiris Kaunas    | 21  | 14 | 7  | 7  | 1185 | 1180 | 5    |  | Žalgiris Kaunas       | 75-102  | 80-81 |         | 81-71 | 90-81 | 91-87  | 78-83 | 86-72 |
| 4    | AEK Athènes        | 21  | 14 | 7  | 7  | 1102 | 1106 | -4   |  | AEK Athènes           | 110-113 | 91-79 | 76-86   |       | 75-71 | 78-72  | 76-75 | 89-63 |
| 5    | Montepaschi Sienne | 21  | 14 | 7  | 7  | 1105 | 1049 | 56   |  | Montepaschi Sienne    | 86-90   | 88-85 | 70-74   | 77-58 |       | 93-70  | 74-70 | 86-70 |
| 6    | Scavolini Pesaro   | 21  | 14 | 7  | 7  | 1116 | 1168 | -52  |  | Scavolini Pesaro      | 97-95   | 62-80 | 86-82   | 88-90 | 83-69 |        | 77-68 | 95-86 |
| 7    | Olimpija Ljubljana | 20  | 14 | 6  | 8  | 1040 | 1058 | -18  |  | Olimpija Ljubljana    | 93-81   | 69-83 | 86-73   | 70-66 | 79-74 | 63-74  |       | 79-67 |
| 8    | ASVEL Villeurbanne | 18  | 14 | 2  | 12 | 973  | 1121 | -148 |  | ASVEL Villeurbanne    | 80-85   | 65-69 | 85-83   | 69-73 | 54-78 | 73-82  | 61-54 |       |

#### Groupe C
| Rang | Équipe                   | Pts | J  | G  | P  | Pp   | Pc   | Diff |  | Résultats (dom.\ext.)    |        |       |       |       | T     | M     |       |        |
| ---- | ------------------------ | --- | -- | -- | -- | ---- | ---- | ---- |  | ------------------------ | ------ | ----- | ----- | ----- | ----- | ----- | ----- | ------ |
| 1    | CSKA Moscou              | 28  | 14 | 14 | 0  | 1191 | 1074 | 117  |  | CSKA Moscou              |        | 75-72 | 80-79 | 90-77 | 88-83 | 76-70 | 86-82 | 80-60  |
| 2    | Panathinaïkós            | 22  | 14 | 8  | 6  | 1126 | 1061 | 65   |  | Panathinaïkós            | 73-85  |       | 80-71 | 79-72 | 99-95 | 88-69 | 72-67 | 103-89 |
| 3    | Benetton Trévise         | 22  | 14 | 8  | 6  | 1039 | 986  | 53   |  | Benetton Trévise         | 72-80  | 83-77 |       | 50-65 | 75-63 | 72-62 | 93-60 | 91-73  |
| 4    | Ülker Istanbul           | 21  | 14 | 7  | 7  | 1030 | 987  | 43   |  | Ülker Istanbul           | 82-87  | 66-64 | 62-69 |       | 86-73 | 66-62 | 79-60 | 70-75  |
| 5    | TAU Vitoria              | 20  | 14 | 6  | 8  | 1149 | 1146 | 3    |  | T TAU Vitoria            | 81-85  | 84-82 | 73-76 | 71-81 |       | 83-79 | 90-69 | 93-87  |
| 6    | Unicaja Málaga           | 20  | 14 | 6  | 8  | 1030 | 1024 | 6    |  | M Unicaja Málaga         | 62-73  | 75-83 | 74-59 | 73-62 | 78-76 |       | 82-67 | 80-71  |
| 7    | Francfort Skyliners      | 18  | 14 | 4  | 10 | 996  | 1137 | -141 |  | Francfort Skyliners      | 88-103 | 68-66 | 58-77 | 52-82 | 80-97 | 73-67 |       | 86-62  |
| 8    | Élan Béarnais Pau-Orthez | 17  | 14 | 3  | 11 | 1070 | 1216 | -146 |  | Élan Béarnais Pau-Orthez | 93-103 | 62-88 | 79-72 | 82-80 | 81-87 | 75-97 | 81-86 |        |

### Top 16
Les deux premiers de chaque groupe sont qualifiés pour des quarts de finale qui se disputent au meilleur des trois matchs.

#### Groupe D
| Rang | Équipe             | Pts | J | G | P | Pp  | Pc  | Diff |  | Résultats (dom.\ext.) |       |       |       |       |
| ---- | ------------------ | --- | - | - | - | --- | --- | ---- |  | --------------------- | ----- | ----- | ----- | ----- |
| 1    | Maccabi Tel Aviv   | 12  | 6 | 6 | 0 | 513 | 427 | 86   |  | Maccabi Tel Aviv      |       | 90-59 | 85-84 | 83-75 |
| 2    | Ülker Istanbul     | 9   | 6 | 3 | 3 | 434 | 469 | -35  |  | Ülker Istanbul        | 67-83 |       | 85-71 | 84-77 |
| 3    | Montepaschi Sienne | 8   | 6 | 2 | 4 | 470 | 462 | 8    |  | Montepaschi Sienne    | 68-81 | 84-71 |       | 90-62 |
| 4    | Cibona Zagreb      | 7   | 6 | 1 | 5 | 430 | 489 | -59  |  | Cibona Zagreb         | 74-91 | 64-68 | 78-73 |       |

#### Groupe E
| Rang | Équipe           | Pts | J | G | P | Pp  | Pc  | Diff |  | Résultats (dom.\ext.) |       |        | B     | R     |
| ---- | ---------------- | --- | - | - | - | --- | --- | ---- |  | --------------------- | ----- | ------ | ----- | ----- |
| 1    | CSKA Moscou      | 11  | 6 | 5 | 1 | 515 | 450 | 65   |  | CSKA Moscou           |       | 88-68  | 68-79 | 89-73 |
| 2    | Scavolini Pesaro | 9   | 6 | 3 | 3 | 467 | 492 | -25  |  | Scavolini Pesaro      | 66-84 |        | 71-70 | 90-88 |
| 3    | FC Barcelone     | 8   | 6 | 2 | 4 | 463 | 478 | -15  |  | FC Barcelone          | 70-91 | 87-101 |       | 84-71 |
| 4    | Real Madrid      | 8   | 6 | 2 | 4 | 477 | 502 | -25  |  | Real Madrid           | 94-95 | 75-71  | 76-73 |       |

#### Groupe F
| Rang | Équipe                | Pts | J | G | P | Pp  | Pc  | Diff |  | Résultats (dom.\ext.) |       |       |       |        |
| ---- | --------------------- | --- | - | - | - | --- | --- | ---- |  | --------------------- | ----- | ----- | ----- | ------ |
| 1    | Panathinaïkós Athènes | 10  | 6 | 4 | 2 | 480 | 450 | 30   |  | Panathinaïkós Athènes |       | 93-81 | 78-55 | 83-78  |
| 2    | TAU Vitoria           | 10  | 6 | 4 | 2 | 526 | 483 | 43   |  | TAU Vitoria           | 86-69 |       | 94-84 | 100-69 |
| 3    | Climamio Bologne      | 10  | 6 | 4 | 2 | 471 | 479 | -8   |  | Climamio Bologne      | 77-73 | 86-79 |       | 87-74  |
| 4    | Žalgiris Kaunas       | 6   | 6 | 0 | 6 | 457 | 522 | -65  |  | Žalgiris Kaunas       | 73-84 | 82-86 | 81-82 |        |

#### Groupe G
| Rang | Équipe               | Pts | J | G | P | Pp  | Pc  | Diff |  | Résultats (dom.\ext.) |       |       |       |       |
| ---- | -------------------- | --- | - | - | - | --- | --- | ---- |  | --------------------- | ----- | ----- | ----- | ----- |
| 1    | Benetton Trévise     | 10  | 6 | 4 | 2 | 447 | 385 | 62   |  | Benetton Trévise      |       | 70-59 | 85-65 | 89-75 |
| 2    | Efes Pilsen Istanbul | 10  | 6 | 4 | 2 | 424 | 377 | 47   |  | Efes Pilsen Istanbul  | 52-43 |       | 69-62 | 86-62 |
| 3    | AEK Athènes          | 10  | 6 | 4 | 2 | 436 | 427 | 9    |  | AEK Athènes           | 83-75 | 70-69 |       | 81-70 |
| 4    | Prokom Trefl Sopot   | 6   | 6 | 0 | 6 | 387 | 505 | -118 |  | Prokom Trefl Sopot    | 51-85 | 70-89 | 59-75 |       |

### Quarts de finale
Les quarts de finale se déroulent au meilleur de trois matchs, la belle éventuelle se déroulant sur le terrain du club ayant reçu lors du match aller. Les matchs aller se jouent le 5-6 avril, les matchs retour le 7-8 avril et les matchs d'appui le 14 avril.
| Équipe           | Score | Équipe               | 1re manche | 2e manche | 3e manche |
| ---------------- | ----- | -------------------- | ---------- | --------- | --------- |
| Maccabi Tel-Aviv | 2 - 0 | Pesaro               | 88 - 60    | 103 - 100 | -         |
| CSKA Moscou      | 2 - 0 | Ülker Istanbul       | 88 - 74    | 82 - 64   | -         |
| Panathinaïkos    | 2 - 1 | Efes Pilsen İstanbul | 102 - 96   | 63 - 75   | 84 - 76   |
| Benetton Trévise | 0 - 2 | Tau Vitoria          | 59 - 98    | 64 - 66   | -         |

### Final Four
|  | Demi-finales       | Demi-finales       |                  |    | Finale             | Finale             |
|  | Demi-finales       | Demi-finales       |                  |    | Finale             | Finale             |
|  |                    |                    |                  |    |                    |                    |
|  | Ven 6 mai - Moscou | Ven 6 mai - Moscou |                  |    | Dim 8 mai - Moscou | Dim 8 mai - Moscou |
|  | Ven 6 mai - Moscou | Ven 6 mai - Moscou |                  |    | Dim 8 mai - Moscou | Dim 8 mai - Moscou |
|  | Maccabi Tel-Aviv   | 91                 |                  |    | Dim 8 mai - Moscou | Dim 8 mai - Moscou |
|  | Maccabi Tel-Aviv   | 91                 |                  |    | Dim 8 mai - Moscou | Dim 8 mai - Moscou |
|  | Panathinaïkos      | 82                 |                  |    | Dim 8 mai - Moscou | Dim 8 mai - Moscou |
|  | Panathinaïkos      | 82                 | Maccabi Tel-Aviv | 90 |                    |                    |
|  | Ven 6 mai - Moscou |                    | Maccabi Tel-Aviv | 90 |                    |                    |
|  |                    | Tau Vitoria        | 78               |    |                    |                    |
|  | CSKA Moscou        | Tau Vitoria        | 78               | 78 |                    |                    |
|  | CSKA Moscou        |                    |                  | 78 |                    |                    |
|  | Tau Vitoria        | 85                 |                  |    |                    |                    |
|  | Tau Vitoria        | 85                 | 3e place         |    |                    |                    |
|  |                    |                    |                  |    |                    |                    |
|  | Dim 8 mai - Moscou |                    |                  |    |                    |                    |
|  |                    |                    |                  |    |                    |                    |
|  | Panathinaïkos      | 94                 |                  |    |                    |                    |
|  | Panathinaïkos      | 94                 |                  |    |                    |                    |
|  | CSKA Moscou        | 91                 |                  |    |                    |                    |
|  | CSKA Moscou        | 91                 |                  |    |                    |                    |

## Équipe victorieuse
Joueurs : 
- N°4 Regev Fanan ( Israël)
- N°5 Maceo Baston ( États-Unis)
- N°6 Derrick Sharp ( Israël)
- N°7 Nikola Vujcic ( Croatie)
- N°8 Anthony Parker ( États-Unis)
- N°9 Gur Shelef ( Israël)
- N°10 Tal Burstein ( Israël)
- N°11 Yotam Halperin ( Israël)
- N°12 Assaf Dotan ( Israël)
- N°13 Šarūnas Jasikevičius ( Lituanie)
- N°20 Néstoras Kómmatos ( Grèce)
- N°25 Deon Thomas ( États-Unis)
- N°41 Yaniv Green ( Israël)

Entraîneur :  Pini Gershon ( Israël)

## Leaders de la saison
| Catégorie                  | Joueur                  | Équipe           | Statistiques |
| -------------------------- | ----------------------- | ---------------- | ------------ |
| Points par match           | Charles Cornelius Smith | Scavolini Pesaro | 20,7         |
| Rebonds par match          | Tanoka Beard            | Žalgiris Kaunas  | 10,6         |
| Passes décisives par match | Mire Chatman            | Pau-Orthez       | 6,2          |

## Récompenses et performances
- MVP de la saison régulière  Anthony Parker (Maccabi Tel-Aviv)
- MVP du Final Four :  Šarūnas Jasikevičius (Maccabi Tel-Aviv)
- Meilleur défenseur :  Dimítris Diamantídis (Panathinaïkos)
- Meilleur espoir (Rising Star) :  Erazem Lorbek (Climamio Bologne)
- Meilleur entraîneur :  Pini Gershon (Maccabi Tel-Aviv)
- Trophée Alphonso Ford de meilleur marqueur :  Charles Cornelius Smith (Scavolini Pesaro)
- Dirigeant de l'année (Club Executive of the year) :  Jose Antonio Querejeta (Tau Vitoria)
- Équipe type de la compétition :

| - All-Euroleague First Team : Šarūnas Jasikevičius (Maccabi Tel-Aviv) Arvydas Macijauskas (Tau Vitoria) Anthony Parker (Maccabi Tel-Aviv) David Andersen (CSKA Moscou) Nikola Vujčić (Maccabi Tel-Aviv) | - All-Euroleague Second Team : Jaka Lakovič (Panathinaïkos) Marcus Brown (CSKA Moscou) Charles Cornelius Smith (Scavolini Pesaro) Luis Scola (Tau Vitoria) Tanoka Beard (Žalgiris Kaunas) |

Le trophée de meilleur marqueur, attribué pour la première fois cette saison, est nommé trophée Alphonso Ford en hommage au joueur américain, décédé le 4 septembre 2004 des suites d'une leucémie, deux semaines après l'annonce de son retrait de la compétition. Ce premier trophée a été remporté par Charles Cornelius Smith, qui l'a remplacé au Scavolini Pesaro.
- MVP du mois :
  - Novembre :  Anthony Parker (Maccabi Tel-Aviv)
  - Décembre :  Serkan Erdoğan (Ülker Istanbul)
  - Janvier :  Theódoros Papaloukás (CSKA Moscou)
  - Février :  Jaka Lakovič (Panathinaïkos)
  - Mars :  Arvydas Macijauskas (Tau Vitoria)
  - Avril :  Marcus Brown (CSKA Moscou)